# Burg Matsushiro

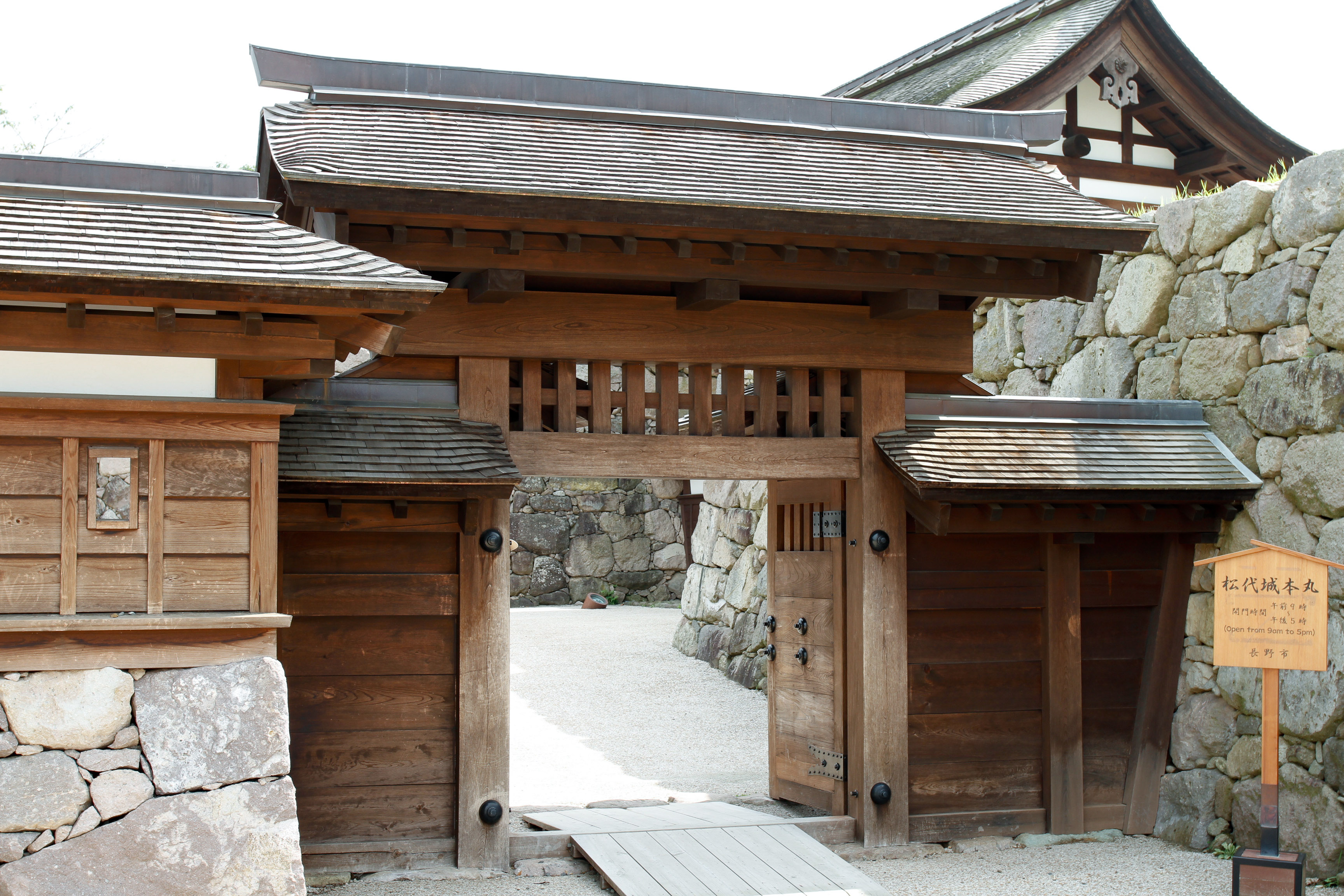
Das Kitaakazu-Tor

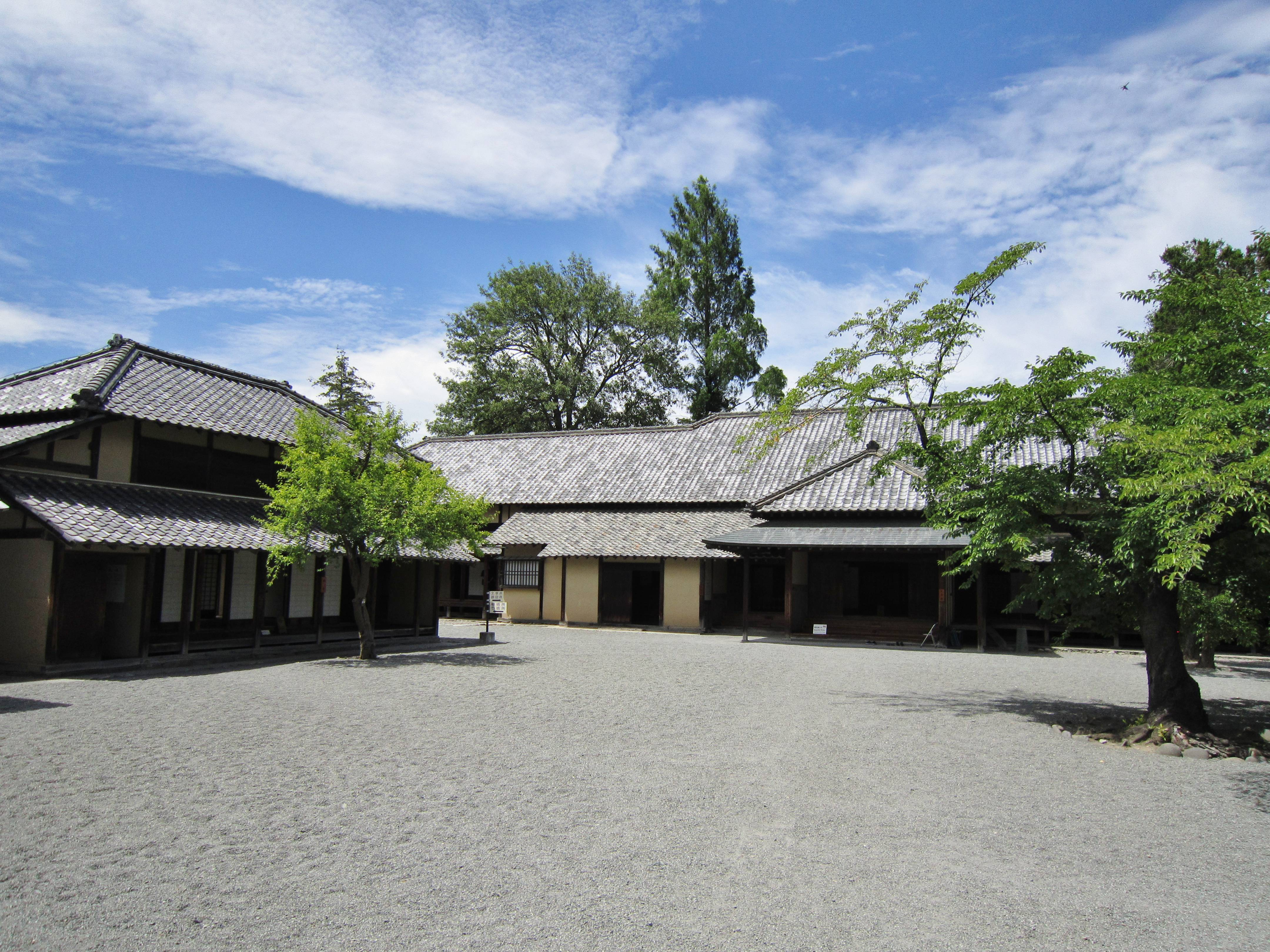
Die erhaltene Han-Schule

Die Burg Matsushiro (japanisch 松代城, Matsushiro-jō) befindet sich nach der Eingemeindung von Matsushiro im Jahr 1966 in der Stadt Nagano (Präfektur Nagano). In der Edo-Zeit residierten dort zuletzt die Sanada als Tozama-Daimyō.

## Burgherren in der Edo-Zeit
Burgherren waren:
- Ab 1598 Tamura Naomasa,
- Ab 1600 Mori Tadamasa mit 137.500 Koku Einkommen,
- ab 1603 Matsudaira Tadateru mit 120.000 Koku,
- ab 1616 Matsudaira Tadamasa mit 120.000 Koku,
- ab 1619 Sakai Tadakatsu mit 100.000 Koku,
- ab 1622 die Sanada mit 88.000 Koku.

## Geschichte
Im Jahr 1560 baute Takeda Shingen auf einer Ecke der Insel Kawanaka-jima (川中島) eine Burg, die er Kaizu (海津城, ~-jō) nannte, und die von Uesugi Kenshin umkämpft war. Danach waren die Tamura, Mori, die Matsudaira und Sakai Burgherren, bis dann 1622 die Sanada die Burg übernahmen. Während dieser Zeit wechselte die Schreibweise der Burg von Kaizu – bei gleicher Lautung – unter Mori zu 待城 über 松城 unter Matsudaira Tadateru, schließlich 1717 zu 松代城.

## Die Anlage

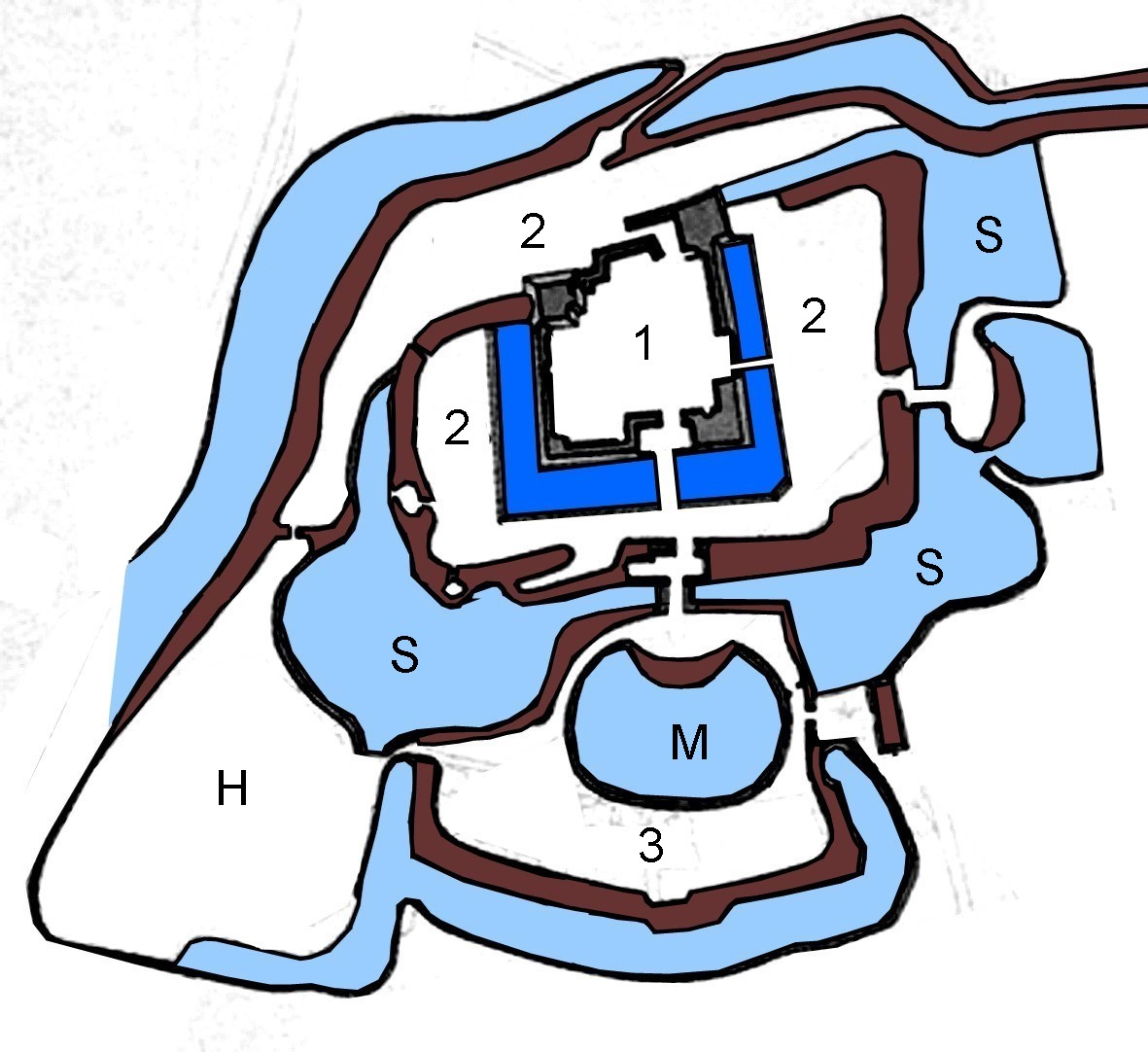
Plan der Burg (siehe Text)

Die Burg Matsushiro wurde zwischen dem Chikuma (千曲川) und einem alten Flussbett dieses Flusses, das als breiter Außengraben diente, angelegt. Auf einem flachen Gelände angelegt, war die Burg durch Hochwasser gefährdet. 
Der zentrale Bereich, das Hommaru (本丸; 1), war durch Mauern geschützt. An der Nordwest-Ecke befand sich die Basis für einen Burgturm (天守, tenshu), aber in der Edo-Zeit befand sich dort ein Eck-Wachturm (戌亥隅櫓, Inuizumi-yagura). Das Hommaru war von einem Wassergraben und auf allen vier Seiten vom zweiten Burgbereich, dem Ni-no-maru (二の丸; 2) umgeben. 
Im Ni-no-maru waren die Tore als sogenannten Tigermaul-Tore (虎口門, kokō-mon) ausgeführt: der Weg führt geradlinig hindurch. Die Flanken der Tore waren mit Mauerwerk ausgeführt, sonst waren diese Bereiche durch Erdwälle (土塁, dorui) geschützt. Während die Mauern im Hommaru schräg in streng-gerader Linie abfielen, waren die Mauerpartien im zweiten Bereich den weichen Linien der Erdwälle angeglichen. Der Unterschied ist deutlich und weist auf eine sorgfältig durchdachte Bauweise hin.
Der zweite Bereich war im Süden und Osten durch den breiten äußeren Graben (外堀, sotobori; S) geschützt. Im Süden schloss sich hinter dem sichelförmigen „Drei-Tage-Mond-Graben“ (三日月堀, mikazuki-bori; M) der dritte Bereich an, das San-no-maru (三の丸; 3) an, im Südwesten der Hana-no-maru (花の丸) genannte Bereich.
Der Umfang von Hommaru, Ni-no-maru und San-no-maru beträgt 1100 m, wobei die Gräben und Wasserflächen einen großen Teil der Fläche ausmachen. Die Sanada mit ihrem guten Einkommen begnügten sich mit einer verhältnismäßig kleinen Burg, aber eine Erweiterung in dem Gelände war schwierig.
Als die Burg zu Beginn der Meiji-Zeit aufgegeben wurde, füllte man die Wasserflächen bis auf den inneren Burggraben (in der Zeichnung dunkelblau) auf. Wieder errichtet wurden das Tor Kita-akazu-mon (北不明門) im Norden des Hommaru und das Trommeltor (太鼓門, Taiko-mon). Auch ein Teil der Erdwälle des Ni-no-maru wurden restauriert.
In der weiteren Umgebung blieb die kleine gegen Ende der Edo-Zeit errichtete Residenz der Mutter des Fürsten sowie die Han-Schule mit dem Namen Bumbu-gakkō (文武学校) erhalten.